# Gustave Garrigou

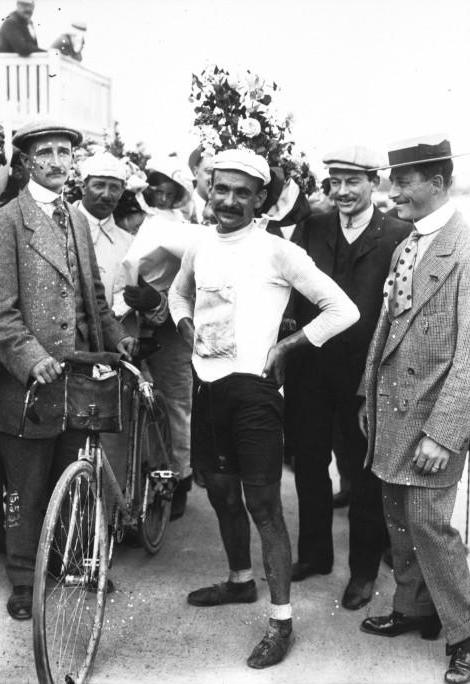
Garrigou efter segern i Tour de France 1911.

Cyprien Gustave Garrigou, född den 24 september 1884 i Vabre-Tizac, död den 28 januari 1963 i Esbly, var en fransk landsvägscyklist som var professionell från 1907 till 1914. Han startade i Tour de France åtta år i rad (1907–1914), vann totalt 1911, kom tvåa tre gånger och slutade aldrig sämre än femma i sammandraget. Därtill vann han Milano–Sanremo 1911, Lombardiet runt 1907, och Paris–Bryssel 1907, samt blev fransk mästare två gånger.
Första världskrigets utbrott 1914 satte stopp för fortsatta cykeltävlingar och Garrigou blev själv inkallad – därmed var hans karriär slut och han försörjde sig sedan efter kriget som livsmedelshandlare.

## Meriter

### Amatör
| 1904 Vinnare av Paris–Amiens | 1905 Vinnare av Paris–Amiens |

### Professionell
| 1907 Vinnare av Lombardiet runt Vinnare av Paris–Bryssel Fransk mästare i linjelopp 2:a totalt i Tour de France Vinnare av etapperna 10 och 12 2:a i Milano–Sanremo 3:a i Bordeaux–Paris 4:a i Paris–Roubaix 1908 Fransk mästare i linjelopp 2:a totalt i Belgien runt Vinnare av etapperna 2 och 3 4:a totalt i Tour de France 6:a i Paris–Bryssel 8:a i Paris–Roubaix 1909 2:a totalt i Tour de France Vinnare av etapp 12 2:a i Paris–Bryssel 6:a i Lombardiet runt 7:a i Paris–Roubaix 1910 Vinnare av Circuito Bresciano 3:a totalt i Tour de France Vinnare av etapp 13 5:a i Paris–Bryssel 9:a i Paris–Roubaix | 1911 Vinnare totalt av Tour de France Vinnare av etapperna 1 och 13 Vinnare av Milano–Sanremo 2:a i Bordeaux–Paris 2:a i linjelopp vid Franska mästerskapen 4:a i Paris–Roubaix 9:a i Paris–Bryssel 1912 2:a i Milano–Sanremo 2:a i Paris–Bryssel 3:a totalt i Tour de France 3:a i Bordeaux–Paris 1913 2:a totalt i Tour de France Vinnare av etapp 8 8:a i Paris–Bryssel 9:a i Milano–Sanremo 10:a i Paris–Tours 1914 5:a totalt i Tour de France Vinnare av etapp 11 |